# Харбо, Эйли
А́йли Ха́рбо (норв. Eili Harboe; род. 16 августа 1994, Ставангер, Ругаланн) — норвежская актриса

 театра, кино и телевидения, кинорежиссёр

 и певица.

## Ранние годы
Айли Харбо родилась 16 августа 1994 года в Ставангере, Норвегия, и училась в местной кафедральной школе. Она окончила Ставангерский университет со степенью бакалавра по английской литературе, а также изучала историю искусств в Университете Осло.

## Карьера
Харбо с детства играла в театральных постановках и пела в музыкальных группах. Она была солисткой эйсид-джаз-фанк-группы и пела в хип-хоп-оркестре, гастролировавшем по Норвегии.
В 2012 году Харбо дебютировала в кино, сыграв Ирен в фильме «Команда Орхеймов». В 2017 году она исполнила заглавную роль в фильме «Тельма» (2017), за которую получила премии кинофестивалей в Мар-дель-Плата и в Тронхейме за лучшую женскую роль. В 2023 году она сыграла Эббу в четырёх эпизодах четвёртого сезона телесериала «Наследники».

## Личная жизнь
С августа 2019 года Харбо замужем за актёром, режиссёром и сценаристом Стианом Кристиансеном. У супругов есть дочь — Уне Кристиансен (род. 7 июня 2020).

## Фильмография

### Актриса
| Год       |     | Русское название               | Оригинальное название            | Роль                 |
| --------- | --- | ------------------------------ | -------------------------------- | -------------------- |
| 2012      | ф   | Команда Орхеймов               | Kompani Orheim                   | Ирен                 |
| 2013      | ф   | Целуй меня, идиот              | Kyss meg for faen i helvete      | Тале                 |
| 2014      | кор | Осенний урожай                 | Autumn Harvest                   |                      |
| 2015      | ф   | Волна                          | Bølgen                           | Вибеке               |
| 2015      | ф   | Ванна времени доктора Проктора | Doktor Proktors tidsbadekar      | Жанна д’Арк          |
| 2017      | ф   | Тельма                         | Thelma                           | Тельма               |
| 2017      | ф   | Эспен в королевстве троллей    | Askeladden — I Dovregubbens Hall | принцесса Кристин    |
| 2018      | кор | Собака ест собаку              | De Hensynsløse                   | Катрине              |
| 2018—2019 | с   | Сербцебиение                   | Hjerteslag                       | Алиса                |
| 2019      | кор | Я                              | Jeger                            | Мия                  |
| 2019      | кор | Рассвет мертвецов              | Christian Fjermeros              | Венке                |
| 2019      | ф   | Эспен в поисках Золотого замка | Askeladden — I Soria Moria slott | принцесса Кристин    |
| 2019      | с   | Гости из прошлого              | Beforeigners                     | Ада / Трине Сиверсен |
| 2020      | кор | Секрет                         | A Secret                         | Майя / Алина         |
| 2021      | ф   | Проект «Z»                     | Prosjekt Z                       | Джули                |
| 2021      | с   | Бислетт бнб                    | Bislett bnb                      | Ивонн                |
| 2021      | ф   | Нортвудс                       | The Northwoods                   | Али                  |
| 2022      | ф   | Кошмар                         | Marerittet                       | Мона                 |
| 2023      | с   | Архитектор                     | Arkitekten                       | Джули                |
| 2023      | с   | Бросок                         | Fling                            | Метте                |
| 2023      | с   | Наследники                     | Succession                       | Эбба                 |
| 2023      | с   | Крепость                       | Festning Norge                   |                      |

### Прочее
| Год  | Название           | Оригинальное название | Примечание          |
| ---- | ------------------ | --------------------- | ------------------- |
| 2017 | Тельма             | Thelma                | помощница режиссёра |
| 2023 | Прослушанная песня | Beaten Track          | режиссёр            |

## Награды и номинации
| Год  | Премия                                            | Категория                                         | Работа     | Результат |
| ---- | ------------------------------------------------- | ------------------------------------------------- | ---------- | --------- |
| 2017 | Кинофестиваль в Мар-дель-Плата                    | Лучшая женская роль                               | Тельма     | Победа    |
| 2018 | Аманда                                            | Лучшая женская роль                               | Тельма     | Номинация |
| 2018 | Международный кинофестиваль в Тронхейме           | Лучшая женская роль                               | Тельма     | Победа    |
| 2018 | Берлинский международный кинофестиваль            | Звезда «Продвижения европейского кино» (Норвегия) |            | Победа    |
| 2019 | Конкурс короткометражных фильмов с одной катушкой | Лучшая женская роль — июнь                        | Я          | Победа    |
| 2024 | Золотой маршрут                                   | Лучшая женская роль — драма                       | Архитектор | Номинация |